# ゆめりあ
『ゆめりあ』は、2003年4月24日にナムコより発売されたPlayStation 2用のゲームソフト（CEROレーティング12歳以上対象）、およびこれを原作とするアニメ、漫画作品。

## 概要
本作品は、いわゆる恋愛アドベンチャーゲームであるが、異世界で少女達とともに敵と戦うというSF的な要素も加わっているというゲームである。しかし、それ以上に本作品を特徴づけているのは、全てのキャラクターが3Dグラフィックスによるアニメーションで描かれるという点である。
本作品の脚本を担当したアニメ脚本家の黒田洋介（スタジオオルフェ）によれば、ゆめりあは美少女ゲームとアニメの融合を実現したものとされている。それは、それまでの同種のゲームが2Dグラフィックスによるキャラクターの画像を状況に応じて切り替えることで各種表現を行っていたことに対して、3Dキャラクターに連続的でより自然な動作をさせることで各種表現を行うという形で実現するものであった。そして、この3Dキャラクターによるアニメーションを用いるという点で本作品は新しい方向性を示した画期的なゲームであった。この手法は後の『THE IDOLM@STER』にも受け継がれている。なお、本作品のキャラクターのモデリング担当は松尾行恵（リッジレーサーVに登場の深水藍のモデリングも担当している）。
さらに本作品には、前述の黒田の起用や、各キャラクターのフルボイス化、テレビアニメ風のエピソード区切りなどにより、アニメ的な要素がより一層盛り込まれている。

## あらすじ
主人公の少年・三栗智和は16歳の誕生日に、モエラと呼ばれる異世界の夢を見る。智和は夢の中で１人の少女が敵と戦っている所を目撃する。智和は夢の世界では不思議な力を持っており、少女が戦っている敵を撃退させる力があった。智和が目を覚ますと夢の世界で出会った少女・モネが現実世界にいた。突然現れた謎の少女"モネ"。同居人で年上の従姉妹の"七瀬"。押しかけて来たクラスメートの"吾妻みづき"らとともに、夢世界を侵略してくる敵と戦うことになる。また、その戦いや彼女らと過ごす生活の中で主人公は少女達との関係を深めていく。

## ゲームシステム
本作は全体が11話に分かれており、シリーズ物のテレビアニメのような構成となっている。
第1 - 3話
導入部。ここでの選択肢はヒロインの好感度に影響しない。一度クリアするとこの部分をスキップして4話からゲームを始めることができるようになる。
第4 - 8話
中盤。ここでの選択によってヒロインの好感度が変化し、9話以降のルートが決定される。
第9 - 11話
クライマックス。各ヒロインごとのルートが用意されている。
ゲームの舞台は、現実世界と夢世界（モエラ）に分かれており、現実世界で眠っている間は夢世界が舞台となる。夢世界では、ヒロインたちの服装がレオタードのような体に密着したものになる。また、特定のシーンでは、視点を変えながらヒロインの体を眺め回すことができる。
プレイヤーの行動という面からは、現実世界ではアドベンチャーパートのみであるが、夢世界では敵（フェイドゥム）と遭遇するとバトルパートに移行する。バトルパートはターン制で、ターンごとにヒロインのうち2名を選び、主人公を加えた3名と敵とで戦闘を行う。ヒロインの好感度が上がると、ヒロインの体の特定の個所に触れてパワーを与える「パワーチャージ」が行えるようになる。敵のヒットポイントが0になったら、ヒロインのうち1名を選んで必殺技を出させ、とどめをさす。
なお、夢世界での敵であるフェイドゥムは、立錐や球などの単純な立体が空中に浮遊する姿で表現されている。また、バトルパートでは主人公も3Dポリゴンで描画されるが、そのモデリングはヒロインと比べて明らかに簡素でのっぺりしたものとなっている。
その他、いわゆる「お遊び要素」的なものとして、メモリーカードのセーブデータのアイコンが最後にエンディングを迎えたヒロインの画像になったり、起動時の「ナムコ!」という音声がクリア状況によって変わるなどといった、細部に至るまでの作りこみも本作の特徴の一つである。

## 登場人物
声の表記は「ゲーム版/アニメ版」の順。特記がないもの両方共通。
三栗智和（みくり ともかず）
声：なし / 羽多野渉、幼少期：小林由美子
主人公。カレーとハンバーグが好物の平凡な高校生。幼い頃に両親が他界して親戚の「千条家」で育てられる。しかし、モネたちと出会い、夢世界での戦闘に巻き込まれたことから、彼の運命が動き始める。本編は智和が16歳の誕生日を迎えるところから始まるが、その日付についての描写はない。血液型はO型。
アニメ版では、エロい妄想をし、成績が最悪（正解しても0点にされている）で、周りの人にもてあそばれている。
不確定量子選択捧呈術（ふかくていりょうしせんたくほうていじゅつ）
人類全体の連続する時間軸を変化……ようするに未来を都合のいいように変える能力で、自分の意志では制御しづらいらしく、原因を変えて結果も変えることが出来る。チャージ技はこの能力を使っている。
モネ
声：有島モユ
智和が夢世界で出会い、さらに現実世界でも出会うことになる謎の少女。はっきりとした喜怒哀楽と、素直な性格の持ち主で、自らにパワーを与えてくれた智和を「運命の人」と思い込み強く慕うようになる。長い間異世界で生きていたらしく難しい言葉は話せず、身振りと「もね」という単語だけで感情を表現する。そのため、モネと呼ばれることになった。現実世界では智和の家に同居するようになる。誕生日は7月7日、血液型はO型。現実世界に来てテレビ鑑賞の趣味をもった。
アニメ第4話では『ドルアーガの塔』のヒロイン・カイのコスプレをした。
サンシャインNOVA
合体させた武器から黒い光弾を放つ。
シャイニングブリット
武器を合体して光線を撃つ三栗智和がチャージして初めて使える技。
吾妻みづき（あがつま みづき）
声：浅野真澄
智和のクラスメイト。勉強も運動も、両親が共働きのため家事全般もソツなくこなす。いわゆる優等生タイプで隠れファンも多い。やや引っ込み思案で目立つ存在ではない。映画鑑賞と小物集めを好む。智和のことを気にしているそぶりを見せる。誕生日は4月15日、血液型はA型、16歳。
フレア・エクスプロージョン
弓から炎を出しながら一気に敵を射抜く必殺技。
スパイラルフレア
チャージ技　放った矢が六つに分裂し、螺旋を描きながら敵に当たる。
千条七瀬（せんじょう ななせ）
声：井上喜久子
智和が居候している千条家の長女。両親と妹が外国へ行っているため、現在は智和と２人暮らしが続いている大学院生。家事全般が得意で、特に掃除は"趣味"とも言えるほど好き。おっとりとしていて包容力があるが、かなりの天然ボケでもある。誕生日は2月23日、血液型はO型。22歳。
千条九葉（せんじょう くよう）
声：中山さら
智和の従妹で、七瀬の妹。おませな中学生。序盤は外国に住んでいるが、千条夫婦が仕事の都合で外国に行くまでは、智和と一緒に暮らしていた。そのこともあり智和に対しては親近感を抱いており少々生意気。数年間外国で過ごしていたが帰国、智和に積極的にアプローチする。智和を「智兄ぃ（ともにい）」、七瀬を「七姉ぇ（ななねえ）」と呼ぶ。ちなみに宇宙人を『源平討魔伝』の平景清と思っている。誕生日は12月24日、血液型はB型。14歳。
グラビティコレダー
自分の武器を周りで激しく回転させ、バリアを張る。その後、バリアを二つに分け武器ごと敵に投げつける。投げつけられた武器は敵を上下から挟撃し、バリアの中を飛び交う。
コレダービット
自分の武器に電撃を溜めて敵に投げつけるチャージ技。
ねねこ
声：仲西環
智和が街中でたびたび会う事になる女の子。謎を探して生きている謎の少女。口癖は「○○なのだ」。猫耳風の大きな頭巾をかぶっており、感情に合わせて微妙に動く。智和を「ダーリン」と呼ぶ。誕生日は6月4日、血液型はAB型。
頭巾はゲーム内では一度も外したことはないが、アニメ版のエンディングで頭巾が干してあるシーンがある。
アニメ第4話では『ドルアーガの塔』の主人公・ギルのコスプレをし、商店街からは大人気で色々なものをもらっている。
カラミティリッパー
自分の武器を激しく回転させ敵の攻撃を防ぐ。その後武器をいくつかに分裂させ敵に投げつけ、敵をたんざく切りにする。
超ごーっつい竜巻攻撃
自分の武器を激しく回転させ竜巻を起こし敵を攻撃するチャージ技の一つ。
シルク
夢世界でのみ登場する謎の女性。冷静沈着で、夢世界での智和たちの指南役となる。顔はマスクに覆われており不明。
ハイドロパニッシャー
ターゲットをロックし、殲滅モードに移行する。このとき特殊なフィールドが発生し、敵の攻撃を無効化、敵を凍らせて動きを封じる。最後に自分の武器をとばし上下から挟撃し、敵を粉砕する。アニメでは凍結作用がない。
ハイドロプレッシャー
自分の前に液体を集めて槍状にして放つ。
ネイト
声：鈴木麻里子
ねねこと瓜二つの謎の少女。瞳の色がねねこの紫に対し緑色である。
黒服
声：今村直樹
当主（ゲーム） / 宗主（アニメ）
声： 徳山靖彦 / 広瀬正志
三栗朋子
声：塩山由佳
斎藤メグミ（さいとう メグミ）
声： 新千恵子 / 田中かほり
みづきの友人。みづきとは対照的に活発なタイプ。なお、ゲーム版では苗字の設定がなく、声のみの登場である。
コネコ
声：福圓美里（アニメ版のみ）
ねねこが連れている黒い子猫。アニメのみのキャラクター。
石狩先生（いしかりせんせい）
声：稲田徹
智和たちの担任。やたらとテンションが高く、何かにつけて智和にからむ。なお、ゲーム版では苗字の設定がなく、声のみの登場である。アニメではハイテンション以外にロリ好きで智和いじりを趣味にしている。ドッジボールで爆弾を使うもスイッチを押して10秒後に爆発するため周りの全員を巻き込んだ。
ゲーム版ではメグミ・石狩先生などサブキャラにはグラフィックがない。
ゲームの企画段階のタイトルは「ねこみみ袋」といい、ねねこに焦点を当てた命名となっている（みづき役の浅野は、このタイトルから『新耳袋』のようなホラーだと思っていたという）。正式タイトルの「ゆめりあ」は、「夢エリア」、「夢」+「リアル」から来ている造語である。

## 主題歌
オープニングテーマ「君がそばにいるから」
作詞・作曲：大津美紀 / 編曲：有澤孝紀  / 歌：有島モユ
エンディングテーマ「永い夢」
作詞・作曲・編曲：大津美紀 / 歌：有島モユ

## メディアミックス
本作品は以下のとおり積極的なメディアミックス展開も行っている。

### テレビアニメ
2004年1月8日から3月25日までBS-iにて放送。全12話。
港の見える丘公園が背景となっているシーンがある（第1話の最初のシーン）。

#### スタッフ
- 原作 - ナムコ
- 監督 - 元永慶太郎
- シリーズ構成 - 黒田洋介、上江洲誠
- キャラクターデザイン - 西岡忍
- メカニックデザイン - 森木靖泰
- 美術監督 - 篠田邦宏
- 撮影監督 - 川口正幸
- 色彩設計 - もちだたけし
- 編集 - 松村正宏
- 音響監督 - 菊田浩巳
- 音楽 - SONIC DOVE
- プロデューサー - 中村伸一、中山佳久、小泉裕幸、赤倉一久、金庭こず恵、松田桂一
- アニメーション制作 - スタジオディーン
- 製作 - モエラ旅行社

#### 主題歌（アニメ）
「24時間あいしてる」
有島モユと仲西環によるオープニングテーマ。作詞は大森祥子、作曲・編曲はSONIC DOVE。
「precious treasure」
浅野真澄によるエンディングテーマ。作詞は大森祥子、作曲・編曲はSONIC DOVE。

#### 各話リスト
| 話数 | サブタイトル         | 脚本              | 絵コンテ       | 演出       | 作画監督   |
| ---- | -------------------- | ----------------- | -------------- | ---------- | ---------- |
| 1    | バースデイ・16       | 黒田洋介          | 元永慶太郎     | 元永慶太郎 | 堀井久美   |
| 2    | 智和0点              | 上江洲誠          | こでらかつゆき | 上坪亮樹   | 塩川貴史   |
| 3    | ブルマ―V（ファイブ） | 上江洲誠 黒田洋介 | 吉田俊司       | 吉田俊司   | 河南正昭   |
| 4    | スク水大作戦         | 木村暢 黒田洋介   | 片貝慎         | 片貝慎     | 大河原晴男 |
| 5    | 夢ビーチでウォッチ   | 上江洲誠          | こでらかつゆき | 元永慶太郎 | 堀井久美   |
| 6    | 浴衣の達人           | 上江洲誠          | 吉田俊司       | 吉田俊司   | 塩川貴史   |
| 7    | 逆輪廻の女           | 木村暢            | こでらかつゆき | 上坪亮樹   | 河南正昭   |
| 8    | 僕たちの理           | 上江洲誠          | こでらかつゆき | 片貝慎     | 大河原晴男 |
| 9    | ウサギマン           | 木村暢            | 則座誠         | 則座誠     | 堀井久美   |
| 10   | カツ丼の味           | 上江洲誠          | こでらかつゆき | 元永慶太郎 | 塩川貴史   |
| 11   | 運命変革             | 上江洲誠          | 吉田俊司       | 吉田俊司   | 河南正昭   |
| 12   | 智和100点            | 上江洲誠          | 元永慶太郎     | 元永慶太郎 | 西岡忍     |

### コミック
桂遊生丸により『月刊コミック電撃大王』（メディアワークス）で連載され、2003年9月27日に単行本発売。
上記単行本発売後に続編が短期集中連載され、作者が同誌で発表した他のゲームの読みきりコミックと共に2004年6月27日に「ゆめりあ1/2（にぶんのいち）ゆきまるパック」として発売。
内容は主に現実世界での日常生活を描いたものであった。
その他の出版物として、資料・攻略本「ゆめりあ コンプリートガイド プラス ビジュアルファンブック」（ソフトバンクパブリッシング刊）や、コミックアンソロジーがある。

### アニラジ「ゆめりあ夢気分R-side」
文化放送で2003年9月30日から毎週火曜日25:00〜25:30に放送開始（2004年4月2日からBSQR489に移行し毎週金曜日21:00〜22:00に放送、同年9月24日終了）。パーソナリティーは有島モユ（モネ役）・仲西環（ねねこ役）。
ゲーム内の「パワーチャージ」にちなみ、番組中で照明を消してパーソナリティーの一方が他方の体の指示された場所を触る「パワーチャージ レベルX」という異色のコーナーがあった。
2006年3月にBSQR489が閉局となることに伴い、過去の人気番組が1日限りの特番として復活したが、本番組も3月28日に1時間の生放送として復活した。「パワーチャージ レベルX」は3回も行われた。
ちなみに、「ゆめりあ夢気分」というのは上記の漫画連載に毎回付随していた1ページの特集コーナーのことであり、本番組はそのラジオ版という意味合いで命名されている。
投稿採用者にプレゼントされたノベルティは番組ロゴがプリントされたクリップ「ゆめクリップ」。
| 文化放送 火曜25:00枠                                  | 文化放送 火曜25:00枠                                 | 文化放送 火曜25:00枠                                                                      |
| 前番組                                                | 番組名                                               | 次番組                                                                                    |
| ----------------------------------------------------- | ---------------------------------------------------- | ----------------------------------------------------------------------------------------- |
| LIPS PARTY 21.jp （24:00 - 25:30）                    | ゆめりあ夢気分R-side                                 | ラグナロクオンライン THE RADIO                                                            |
| BSQR489 金曜日21:00-22:00枠                           |                                                      |                                                                                           |
| 智一・美樹のラジオビッグバン （2002年4月〜2004年3月） | ゆめりあ夢気分R-side （2004年4月2日〜2004年9月24日） | めぐみゅうの神楽坂ハッピーチューナー ※21:00-21:30PONY CANYON STYLE まるなび? ※21:30-22:00 |

### ベンチマークソフト「ゆめりあベンチ」
Windowsで動作する萌え系ベンチマークソフト（PCの性能を計測するソフトウェア）。公式サイトで配布された。『ファイナルファンタジーXI』の公式ベンチマークに端を発する、ゲーム系ベンチマークソフトの一種である。
一見すると色物のように思われがちであるが（海外では   Pedophilemark＝（ペドフィリア（小児性愛）ベンチなどと呼ばれている）、CPUの性能に左右されずビデオカードの性能を忠実に反映するように作られており、またビデオカードのドライバのベンチマーク向け最適化の対象外と考えられること、表示される数値が単純なことから、3Dオンラインゲームなどの動作確認の目安などとしても使える実用的なベンチマークである。
ベンチマーク機能のほかに、デモモードもあり、ゲーム中の一部のシーンをWindows上で再現することができる。
初期のバージョンでは、サポート外のビデオカードで実行した場合に著しく崩れた映像が表示されまてしまう問題があった。2003年のVersion 1.2を最後にすでに更新が停止しており、最新のビデオカードでは動作が制限されることがある。その場合、YumeBench.exeをバイナリエディタで以下のように修正することで、「640*480 それなり」しか選択できない制限を解除することが可能。
00001F27: 「08」を「10」に
00001F8D: 「0C」を「14」に
ただ、この方法は非公認であり、禁止事項に該当する可能性がある。修正は自己責任となるので注意が必要である。
同ソフトがWindows向けに公開されているため勘違いされやすいが、「ゆめりあ」自体のPC版は存在せずPlayStation 2版のみである。

### PlayStation BB「ナムコチャンネル」
PlayStation 2向けのネットワークサービス「PlayStation BB」内の、ナムコが運営するサイト「ナムコチャンネル」において、ゆめりあの作品紹介（キャラクター紹介やムービーダウンロードなど）があった。なお、バンダイナムコゲームスにて2009年4月1日まで運営されていた同名のウェブサイトとは無関係。
また、それ以外にもねねこを中心とする本作キャラが以下のように随所に登場していた。
- 「ねねこチャンネル」というコーナーでねねこがお便りを紹介している（もっとも、更新回数は非常に少なかった）。
- ねねこたちがナビゲートする東京ゲームショウ2003/2004のレポートがある。
- メニュー画面で□ボタンを押しながらL1/R1ボタンを押すと、画面左に通常ランダムで表示されているナムコキャラクターが、KOS-MOSの外装をまとったモネ（通称コスモネ）に切り替わる。
- 以前は画面下の新着情報テロップがねねこの口調であった。

ナムコチャンネルは2008年1月7日をもってサービスを終了しており、PlayStation BBのメニューからも削除されている為、現在閲覧することはできない。

### その他
携帯電話コンテンツとして、待ち受け画像や着信メロディに加え、デフォルメ3Dキャラクターを視点を変えて見ることのできるアプリ「ゆめりあちび」が提供されている。表示される3Dキャラクターはゲーム版のメモリーカード管理画面などで表示されるものとほぼ同じ。